# 15594 Кастілло
15594 Кастілло (15594 Castillo) — астероїд головного поясу, відкритий 6 квітня 2000 року.
Тіссеранів параметр щодо Юпітера — 3,581.